# SuperGirlKels
Kelsy Medeiros (20 de mayo de 1995), más conocida profesionalmente por su alias SuperGirlKels, es una exjugadora profesional de videojuegos canadiense de Super Smash Bros. 
Su carrera como jugadora abarcó desde 2014 hasta 2023, compitiendo en torneos de Super Smash Bros. para Wii U y Super Smash Bros. Ultimate usando como personaje principal a Sonic the Hedgehog.

## Biografía
Nacida el 20 de mayo de 1995, Kelsy empezó jugando a los videojuegos Sonic the Hedgehog y Super Smash Bros. con su familia. Con 16 años asistió a su primer  torneo de Super Smash Bros en Apex 2012, mientras su familia estaba de vacaciones en Nueva York. Era demasiado joven para viajar sola a los torneos y pasó los siguientes tres años entrenando. Además de las competiciones de Super Smash Bros., Medeiros trabajó para el desarrollador de videojuegos francés Ubisofty ha competido en eventos de dobles junto a su hermano menor, Jayson "Soar" Medeiros.

## Trayectoria

### Super Smash Bros. para Wii U
Empezó a competir en torneos, formalmente, en 2014. Compitiendo en el evento Super Smash Bros. para Wii U en Apex 2015, consiguió clasificarse entre los 64 mejores. El año siguiente se clasificó en 5.ª posición, derrotando por sorpresa al profesional Jason "Mew2King" Zimmerman. Ese mismo año  ganó el torneo Super Smash Bros. y quedó en el puesto 33 en Super Smash Conen el Lan ETS.
En 2017, Medeiros quedó en segundo lugar en Lan ETS, en quinto lugar en Royal Flush, en el puesto 65 en Evo 2017, y en séptimo lugar en DreamHack Montreal.
En 2018, obtuvo el primer lugar en Lan ETS  y el 5.º lugar en DreamHack Montreal.
La clasificación global de 2018 de Panda Global clasificó a Medeiros como el 100.° mejor jugador de Super Smash Bros. para Wii U de todos los tiempos.

### Super Smash Bros. Ultimate
Medeiros firmó con el equipo de deportes electrónicos Iceberg Competitive Esports en febrero de 2018. La organización se disolvió ese mismo año y Medeiros le dijo a CBC News en 2019 que no había cumplido con los términos de su contrato, incluido el impago de su salario.
En el torneo Frostbite del año 2020, quedó en el puesto 97 en la competición individual y en el puesto 13 en la competición de dobles, junto a su hermano.
En 2020, cuando surgieron las olas de acusaciones de abuso sexual en la comunidad competitiva, Medeiros habló con CBC News sobre la necesidad de una mayor conciencia sobre el problema del abuso dentro de la comunidad.
Medeiros anunció su retiro de la competencia Super Smash Bros. en 2023.

## Estilo de juego
Usó el personaje Sonic the Hedgehog principalmente en sus torneos de Super Smash Bros. Un perfil escrito en la publicación de deportes electrónicos The Meta describió su estilo de juego como "siempre al ataque, sondeando las defensas de su oponente y lanzándose hacia la carótida en el momento en que detecta una abertura". 
Medeiros citó al competidor profesional de Super Smash Bros. Melee Jeffrey "Axe" Williamson, quien juega el juego con un estilo similar de ataque.